# 藤井弘輝
藤井 弘輝（ふじい こうき、1991年10月18日 - ）は、フジテレビのアナウンサー。父は元チェッカーズのボーカル、現在は歌手の藤井フミヤ。

## 経歴・人物
東京都出身。慶應義塾ニューヨーク学院、慶應義塾大学文学部卒業。
2016年、フジテレビ入社。同期入社は上中勇樹、鈴木唯、堤礼実、永尾亜子（2022年7月1日に広報局 広報宣伝部へ異動、同年秋に退社）。テレビ朝日アスク出身。
父は元チェッカーズの藤井フミヤ。父方の叔父は元チェッカーズのメンバーでサックス奏者の藤井尚之。趣味はドラム演奏、音楽鑑賞、野球観戦。福岡ソフトバンクホークスのファン。2020年6月17日、同局に勤務する年上の一般女性と婚姻届を提出した

## 出演番組
レギュラー出演番組・キャスター名
| 2016.10 | 2017.9 | めざましテレビ 『ココ調』リポーターめざましテレビアクア ニュースキャスター | めざましテレビアクア ニュースキャスター | めざましテレビアクア ニュースキャスター | （なし）                               | （なし） |
| 2017.10 | 2019.3 | （なし）                                                                   | めざましテレビ 『ココ調』リポーター     | （なし）                                | （なし）                               | （なし） |
| 2019.4  | 2020.9 | （なし）                                                                   | （なし）                                | めざましテレビ 『ココ調』リポーター     | （なし）                               | （なし） |
| 2020.10 | 2024.9 | プライムオンラインTODAY サブキャスター                                     | プライムオンラインTODAY サブキャスター  | プライムオンラインTODAY サブキャスター  | めざましテレビ スポーツキャスター      | （なし） |
| 2024.10 | 現在   | めざましテレビ スポーツキャスター                                          | めざましテレビ スポーツキャスター       | プライムオンラインTODAY サブキャスター  | プライムオンラインTODAY サブキャスター | （なし） |
| 備考    |        |                                                                            |                                         |                                         |                                        |          |

### その他
- めざましテレビ
  - （2022年3月14日・4月27日[注 1]・7月25日・26日・8月8日 - 10日・10月10日・2023年1月30日・31日） - 酒主義久休暇・不在時の代行
  - （2021年2月12日・10月21日・11月11日・12日・2022年1月27日・28日・2月3日・4日・3月14日・2023年3月16日・2024年2月22日・3月7日・11月12日・2025年1月27日・28日・7月21日・22日） - 三宅正治・伊藤利尋・生田竜聖休暇・不在時の代行
- 魔女に言われたい夜〜正直過ぎる品定め〜（進行）
- エンタメサーチバラエティー プレミアの巣窟（2019年7月3日 - ） - ナレーター
- いいすぽ!（2021年10月 - ） - 実況
- スポーツ中継
- ダウンタウンなう（2016年7月22日）
- FNS27時間テレビフェスティバル!（2016年7月24日） - 提供読み
- みんなのニュース（2016年9月16日 - 19日） - 夏季休暇中の木村拓也アナウンサーの代役
- SMAP×SMAP（2016年10月31日）
- モシモノふたり（2016年10月5日 - 2017年3月15日） - 取材レポーター
- うどんが主食presentsアナとウドン（2016年10月5日・2017年1月1日）
- ミルンへカモン! なんしょん?（2017年8月23日） - ゲスト出演
- tune（2017年10月13日 - 2019年9月29日） - MC
- 突然ですが占ってもいいですか?（2020年10月14日）[9]
- めざまし8（2022年1月7日） - 都内大雪の現場中継を担当（『めざましテレビ』から引き続き出演）
- S-PARK（2021年9月12日・11月21日・2022年4月17日・6月5日・8月21日） - ニュースキャスター
- FNN Live News days（2022年3月31日） - 安宅晃樹療養時の代行
- めざましどようび（2023年1月28日） - 大川立樹不在時の代行
- ぽかぽか（2023年12月18日 - ）

#### フジテレビ以外の出演
- 芸能界麻雀最強位決定戦 THEわれめDEポン 第120弾 - （2018年6月29日 - 、フジテレビONE） - 実況[10]
- オールナイトe!（2021年3月29日 - 、フジテレビONE） - 実況
- 東貴博と山根千佳のラジオビバリー昼ズ（2022年3月8日、ニッポン放送） - 佐久間みなみと共にゲスト出演[11]